# Parkia sumatrana
Parkia sumatrana är en ärtväxtart som beskrevs av Friedrich Anton Wilhelm Miquel. Parkia sumatrana ingår i släktet Parkia och familjen ärtväxter.

## Underarter
Arten delas in i följande underarter:
- P. s. streptocarpa
- P. s. sumatrana